# 馬馬頓 (堪薩斯州)
馬馬頓（英語：Marmaton）是位於美國堪薩斯州波旁縣的一個非建制地區。該地的面積和人口皆未知。

## 地理
馬馬頓所處的海拔為高於海平面260米（即853英呎），而該地所採用的時區為UTC-6，即北美中部時區（CST）。同時該地設有夏令時間，為UTC-6調快一小時，即UTC-5（CDT）。